# Pamela Fernanda Verasay
Pamela Fernanda Verasay (Mendoza, 26 de abril de 1980) es una política, contadora pública nacional y perita partidora argentina. En mayo de 2014 ocupó el cargo de Diputada de la provincia de Mendoza, y entre 2015 y 2021 el de Senadora nacional en representación de la provincia de Mendoza por el bloque de la Unión Cívica Radical. Actualmente se desempeña como Diputada Nacional por dicha provincia.

## Biografía
Cursó sus estudios primarios en la Escuela Juan Martínez de Rosas, el nivel secundario en la Escuela de Comercio Martín Zapata y continuó sus estudios en la Facultad de Ciencias Económicas de la Universidad Nacional de Cuyo, donde obtuvo el título de Contador Público Nacional y Perito Partidor.
En mayo de 2014 ocupó el cargo de Diputada de la provincia de Mendoza. Allí se desempeñó como miembro de las comisiones de Obras Públicas, Urbanismo y Vivienda; y Economía, Energía, Minería e Industrias.
Entre diciembre de 2015 y diciembre de 2021 fue Senadora nacional en representación de la provincia de Mendoza, integrando doce comisiones y siendo la presidenta de la Comisión Bicameral Parlamentaria Conjunta Argentina-Chilena.
En la discusión de 2018 se pronunció a favor del proyecto de ley de Interrupción Voluntaria del Embarazo. El proyecto fue desestimado en esa oportunidad pero fue aprobado en 2021 con el voto positivo de Verasay.
En 2021 asumió como Diputada nacional. 